# Головчак великий рожаний
Головчак великий рожаний (Carcharodus alceae) — вид денних метеликів родини головчаків (Hesperiidae).

## Назва
Видова назва C. alceae походить від однієї з кормових рослин гусені — рожі (Alcea).

## Поширення
Вид поширений в Південній і Центральній Європі, Північній Африці, Західній і Центральній Азії. Ареал виду простягується від Марокко до Західних Гімалаїв та Західного Сибіру. Існують ізольовані популяції на Синайському півострові і в Ємені. В Україні поширений у степовій зоні, рідкісний у лісовій зоні, відсутній у Карпатах вище 500 м над рівнем моря.

## Опис
Довжина переднього крила 12-16 мм. Розмах крил 28-32 мм. Зверху передні крила коричневі, з неясним малюнком і шістьма-сімома дрібними прозорими ділянками; у самців передні крила знизу без пухнастого андроконіального поля.

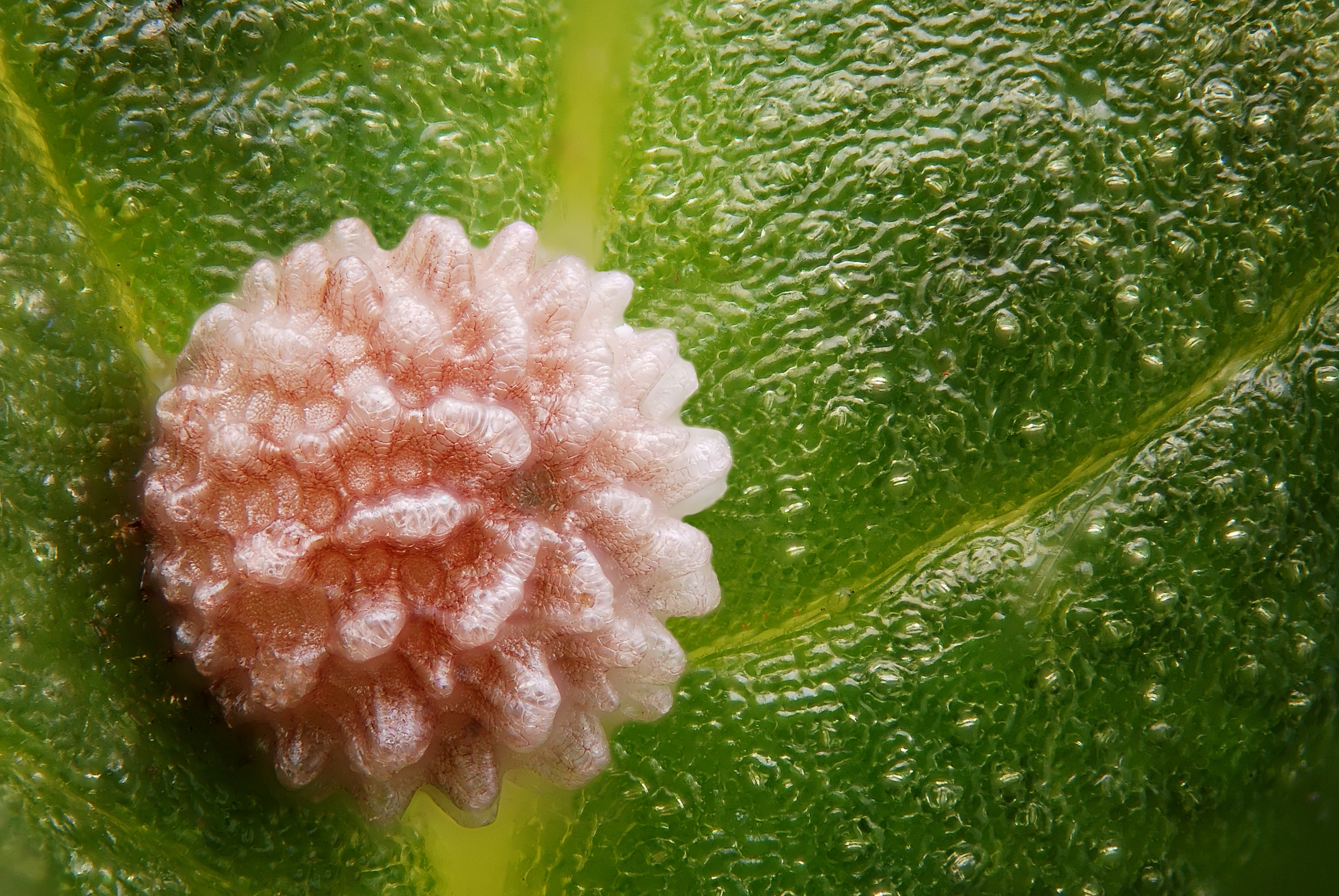
Яйце
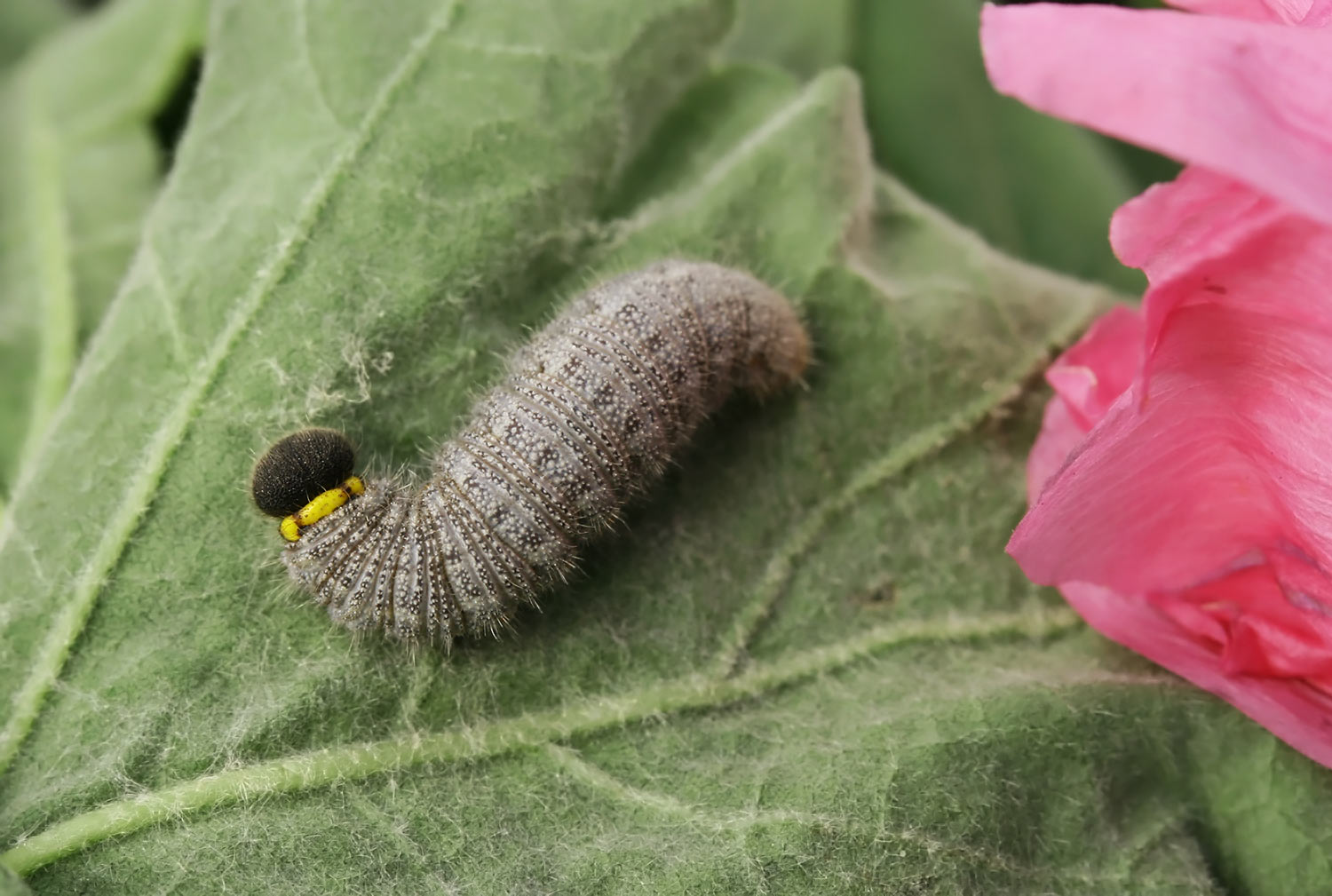
Гусениця
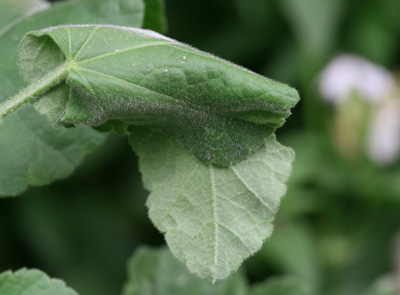
Сховок гусениці
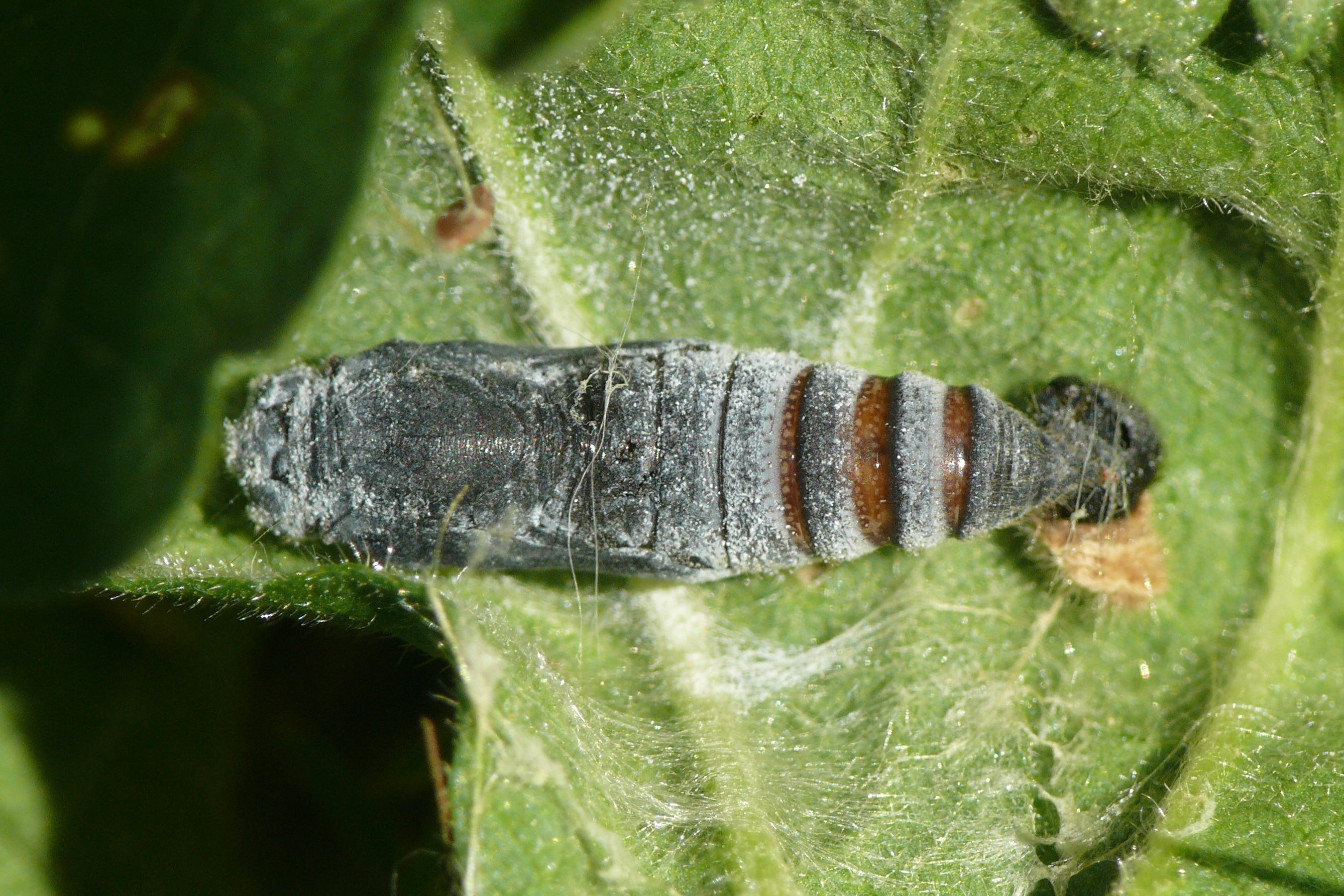
Лялечка
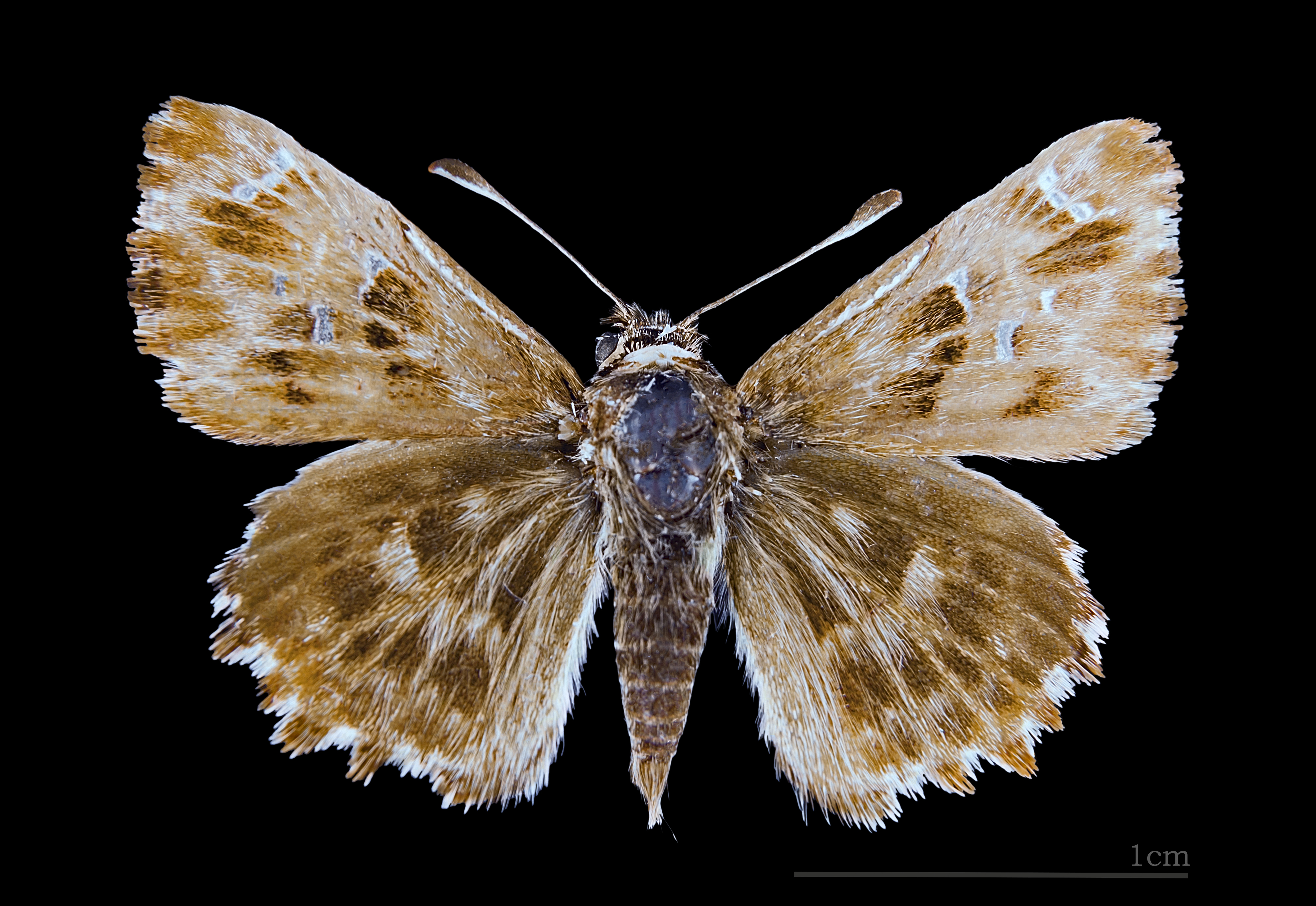
Верхня сторона метелика
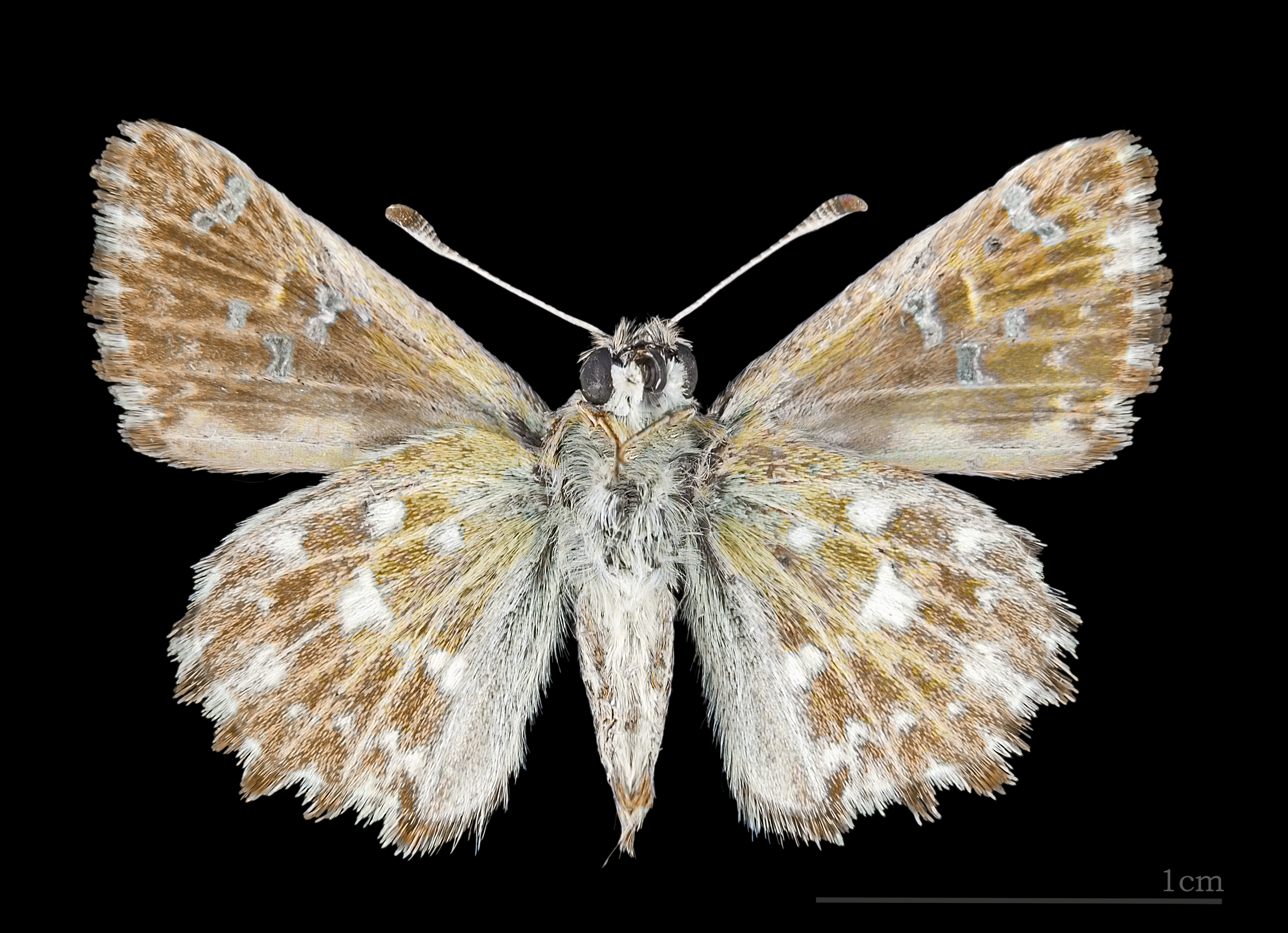
Нижня сторона метелика

## Спосіб життя
Метелики спостерігаються з кінця квітня до початку жовтня. Трапляються на заливних луках, гірських схилах з ділянками степової рослинності та заростями чагарників, на узліссях і в садах, де ростуть мальви. У рік буває 2-3 покоління. Самиці відкладають яйця поштучно на листя рослин з родини мальвових. Гусениці до 23 мм довжини. Годуються на мальві, рожі, алтеї, лаватері, гібіскусі, абутилоні. Живуть у сховках, які будують з листя, звертаючи його за допомогою шовковини. Після кожного линяння сховок будується заново. В таких же сховках гусениці зимують і заляльковуються.